# 伞柱开口箭
伞柱开口箭（学名：Tupistra fungilliformis），为百合科开口箭属下的一个种。

## 扩展阅读
維基物種上的相關：伞柱开口箭